# Richard-Wagner-Weg 43 (Darmstadt)
Das Wohnhaus Richard-Wagner-Weg 43 ist ein denkmalgeschütztes Bauwerk in Darmstadt.

## Geschichte und Beschreibung
Das Eckhaus wurde im Jahre 1911 nach Plänen des Architekten Wilhelm Koban erbaut.
Stilistisch gehört das Eckhaus zu den traditionalistisch gestalteten Stadthäusern.
Typisch dafür sind:
- Natursteinsockel
- tiefheruntergezogenes Walmdach
- holzverkleideter Eckerker
- verschindeltem Giebel

## Varia
Das Eckhaus ähnelt dem benachbarten Haus Kotzenberg.
In der Darmstädter Jahnstraße 111 plante Koban ein ähnliches Haus. 
Ähnliche Landhäuser plante Koban auch in der Villenkolonie in Buchschlag.

## Denkmalschutz
Das Haus (Darmstadt, Richard-Wagner-Weg 43) ist ein typisches Beispiel für den traditionalistischen Baustil in Darmstadt.
Aus architektonischen und stadtgeschichtlichen Gründen ist das Gebäude ein Kulturdenkmal.